# Nicholas Pickard

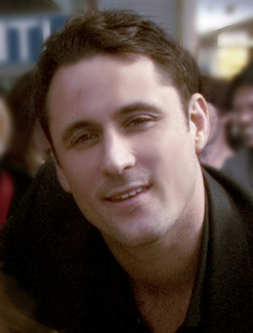
Nick Pickard

Nicholas “Nick” Pickard (* 16. April 1975 in London) ist ein englischer Schauspieler.

## Leben
In seinem Kinodebüt 1987 spielte Pickard Mio, die Hauptrolle in Mio, mein Mio neben Christian Bale und Christopher Lee. Im Jahr 1994 spielte Pickard eine untergeordnete Rolle in EastEnders als ein obdachloser Junge, der bei einem Versicherungsbetrug im Auto von Frank Butcher durch Verbrennung stirbt. Vor allem wurde er durch seine Rolle als Tony Hutchinson in der Seifenoper Hollyoaks bekannt. Er ist derzeit der dienstälteste Darsteller dieser Serie und seit der ersten Folge aus dem Jahr 1995 dabei. Pickard erschien auch in Musikvideos für Mike & the Mechanics (Over My Shoulder) und Roxette (Almost Unreal).

## Filmografie (Auswahl)
- 1987: Mio, mein Mio
- 1990: You Rang, M'Lord?
- 1991: Now That It’s Morning
- 1994: Grange Hill
- 1994: EastEnders
- 1995–2022: Hollyoaks
- 1999: Brookside: Double Take!
- 2001: Hollyoaks: Movin' On
- 2009: Hollyoaks Later